# Pristava pod Rako
Pristava pod Rako je naselje v Občini Krško.